# Basale transcriptiecomplex
Het basale transcriptiecomplex of pre-initiatiecomplex (PIC) is een eiwitcomplex dat bestaat uit RNA-polymerase II en de basale transcriptiefactoren. Het basale transcriptiecomplex wordt gevormd op de core promotor ter voorbereiding van de transcriptie. De functie van dit complex is het correct positioneren van het RNA polymerase II  op de startpunten van de te transcriberen genen, denaturatie van het DNA en positionering van het DNA op de actieve plaats van het RNA-polymerase II.